# New Directors/New Films
Le New Directors / New Films Festival est un festival de cinéma annuel organisé à New York et organisé conjointement par le Museum of Modern Art et la Film Society of Lincoln Center.  
Créé en 1972, le festival sélectionne généralement les films des premiers réalisateurs, dont certains sont devenus célèbres au cours de leur carrière. 
Le Festival et ses films sont couverts par des périodiques nationaux dont le New York Times et Variety,. 